# Parsęta
Parsęta (tysk Persante) er en flod i det nordvestlige Polen som munder direkte ud i Østersøen. Floden har en længde på 132 kilometer og et afvandingsareal på 3151 km².

## Byer langs floden
- Białogard
- Kołobrzeg
- Karlino

54°11′18″N 15°33′04″Ø / 54.188333333333°N 15.551111111111°Ø